# Kritika (folyóirat)
A Kritika havonta megjelenő társadalomelméleti és kulturális folyóirat volt. Székhelye: Budapest. Indulása: 1963. Periodicitása: havonként.
A lapot 1972-ig az MTA Bölcsészettudományi Kutatóközpont Irodalomtudományi Intézetének és a Magyar Írószövetségnek a szerkesztőbizottsága állította össze és az Akadémiai Kiadó jelentette meg. Ekkor a lap egy pártkritika folytán lényegében megszűnt, 1972-től – azonos néven és periodicitással – Pándi Pál főszerkesztésében a Hírlapkiadó Vállalat gondozásában jelent meg.
2006-tól kezdve nemcsak nyomtatott formában, hanem az interneten is megjelent. 2017. február óta azonban nem jelent meg újabb száma.

## Irányvonala
Közismerten a realizmus esztétikája alapján, a marxista-leninista ideológia mellett elkötelezett folyóiratként indult. Szakmailag felkészült szerkesztő, a magyar irodalom kiváló ismerője és művelője, Pándi Pál irányította 1972-1983 között. Számos irodalmi, művelődéspolitikai kérdés került megvitatásra oldalain, melybe az akkor ismert kritikusok – Almási Miklós, Király István – mellett már a fiatalabb nemzedék tagjai is bekapcsolódtak, köztük Agárdi Péter, Hajdú Ráfis Gábor, Vasy Géza. Az 1980-as évek szabadabb légkörében, majd a rendszerváltást követően demokratikus társadalomelméleti, kulturális és irodalomkritikai lappá nemesedett. 1984-től Szerdahelyi István, 1989-tól Balogh Ernő szerkesztette.
A társadalomelméleti és kulturális folyóirat egy időben a legnagyobb példányszámú és legtöbbet idézett értelmiségi orgánumok közé tartozott. Szinte az egyetlen olyan folyóirat volt, amely valamennyi művészeti ág legfrissebb alkotásait és produkcióit szemlézte. A lap 1995-ben Joseph Pulitzer-emlékdíjban részesült. 2013-ban konferenciát rendeztek a folyóirat 50 éves fennállása alkalmából.

## Szerkesztői
Az 1963-72 közti időszakban – 1965-től – szerkesztőbizottság felelt a lapért, melynek tagjai: Czine Mihály, Darvas József, Kiss Lajos, Kovács Kálmán, Mesterházi Lajos, Nyírő Lajos, Sőtér István, Szabolcsi Miklós voltak.